# سوروم
سوروم (بالنرويجية: Sørum)‏ هي بلدية في مقاطعة آكرشوس بالنرويج وتعد جزءا من منطقة رومريك التاريخية. المقر الإداري للبلدية هو قرية سورومسند. تأسست البلدية سنة 1838. في عام 1962 تم ضم بلاكر لسوروم لتشكلا بلدية واحدة.

## التسمية
سميت البلدية نسبة إلى مزرعة سوروم (باللغة النوردية القديمة: سودرهامر) لأن أول كنيسة بنيت هناك. الجزء الأول من الاسم «سودر» يعني «الجنوبي» أما الجزء الأخير «هامر» فيعني «الموطن» أو «المزرعة».
اعتمد شعار النبالة سنة 1981. وهو يصور وردة حمراء مع خمسة بتلات وخلفية صفراء. الوردة كانت موجودة على شعار للنبالة يعود للقرون الوسطى وكان يرمز لعائلة سودريم واحدة من أكثر العائلات النبيلة سلطة في ذلك الوقت.

## الجغرافيا
تقع سوروم وسط مقاطعة آكرشوس. يحدها شمالا بلدية أولانساكر، شرقا نيس وأورشكوغ-هولاند، جنوبا فيت، وغربا سكادسمو وياردروم.

## المجموعات العرقية
عدد الأقليات العرقية (الجيل الأول والثاني) في سوروم (2015):
| الموطن الأصلي | العدد |
| ------------- | ----- |
| بولندا        | 452   |
| ليتوانيا      | 347   |
| باكستان       | 153   |
| السويد        | 151   |
| ألمانيا       | 116   |
| إيران         | 115   |
| سريلانكا      | 115   |
| الدنمارك      | 93    |

## اتفاقيات التوأمة
سوروم لديها اتفاقيات توأمة مع:
- هاغفورس، محافظة ورملاند، السويد

## أعلام
- جاكوب إدفارد كولبغورنسن
- سفاين إريك باكي
- هانس كولبغورنسن

## روابط خارجية
- معلومات حول البلدية في موقع الإحصاءات النرويجي.
- الموقع الرسمي للبلدية.